# Castelo Belvedere
O Castelo Belvedere é uma fortaleza situada no Central Park, na Cidade de Nova York, Estados Unidos.

## Castelo
A arquitetura do castelo é enquadrada dentro de um ambiente vitoriano. Foi construído e projetado em 1865 e está localizado no ponto mais alto do Central Park. Esta fortificação desempenha outras funções do ambiente onde ele está localizado. Por exemplo, serve como a sede do Observatório Meteorológico. Nas instalações do castelo você pode encontrar o Henry Luce Nature Observatory. Neste momento é apreciado toda a flora e fauna do parque. Hoje o castelo serve como um destino turístico, e oferece vistas excelentes sobre a envolvente flora.

## Uso
O castelo serviu de locação em Janeiro de 2011 para as filmagens do filme Os Smurfs. No filme, depois que Gargamel vai para Nova York atrás dos Smurfs, Cruel come sem querer uma mecha do cabelo da Smurfette, e depois ele a vomita, e Gargamel tem a ideia de usar os fios para extrair a essência e encontrar mais facilmente os Smurfs. No entanto, ele pensa que um banheiro químico serve, mas depois ele avista o castelo e utiliza as coisas abandonadas no mesmo para criar uma máquina que extrai a essência Smurf."Estou em casa agora.", diz ele.
Na revista X-Men número 4, publicada no Brasil pela Editora Abril, o castelo Belvedere serviu de cenário para o primeiro confronto dos heróis mutantes contra Drácula.